# Dinarthropsis longipenis
Dinarthropsis longipenis är en nattsländeart som beskrevs av Weaver 1989. Dinarthropsis longipenis ingår i släktet Dinarthropsis och familjen kantrörsnattsländor. Inga underarter finns listade i Catalogue of Life.